# Satyendranath Bose
Pour les articles homonymes, voir Bose.
 (octobre 2020).
Si vous disposez d'ouvrages ou d'articles de référence ou si vous connaissez des sites web de qualité traitant du thème abordé ici, merci de compléter l'article en donnant les références utiles à sa vérifiabilité et en les liant à la section « Notes et références ».
Satyendranath Bose (Calcutta, 1er janvier 1894 - Calcutta, 4 février 1974) est un physicien indien spécialiste de la physique mathématique.

## Biographie
Bose naît à Calcutta, aîné de sept enfants. Son père, Surendranath Bose, est employé dans le département de technologie de l’East Indian Railway Company (en). Il fait ses études dans cette ville à l'Hindu High School (en) puis au Presidency College où il est l'élève de Jagadish Chandra Bose (avec qui il n'a pas de lien de parenté), obtenant tout au long de sa scolarité des résultats remarquables.
De 1916 à 1921, il est maître assistant dans le département de physique de l'université de Calcutta, puis en 1921, il rejoint le département de physique de l'université récemment fondée à Dhaka, occupant le même poste. Entre 1924 et 1926, il réalise un voyage en Europe qui va l'amener à travailler avec des physiciens célèbres de l'époque, parmi lesquels Louis de Broglie, Marie Curie et Albert Einstein. À son retour en Inde en 1926, il devient professeur et directeur du département de physique de l'université de Dhaka, et continue à y enseigner jusqu'en 1945. Il revient alors à Calcutta, et enseigne à l'université de Calcutta jusqu'en 1956, année où il prend sa retraite et où il est fait professeur honoraire.

## Découverte des bosons
En 1924, alors qu'il enseigne à l'université de Dhaka, Bose écrit un court article, Planck's Law and the Hypothesis of Light Quanta, qu'il envoie à Einstein, après un rejet par le Philosophical Magazine. Einstein est favorablement impressionné et le recommande pour publication dans Zeitschrift für Physik, et il en fait lui-même la traduction de l'anglais vers l'allemand.
L'article de Bose présente des statistiques quantiques sur les photons grâce auxquelles il obtient la formule de Planck pour le rayonnement du corps noir. Einstein adopte l'idée, l'étend aux atomes et prévoit ainsi l'existence du phénomène qui sera appelé plus tard le condensat de Bose-Einstein d'après les noms des deux physiciens. La particule boson est aussi nommée d'après Bose. 
Les idées de Bose sont bien reçues dans le monde de la physique, et l'université de Dhaka lui accorde un congé pour lui permettre de voyager en Europe en 1924. Il passe une année à Paris, travaille avec Marie Curie et fait la rencontre de plusieurs scientifiques célèbres. Il passe ensuite une autre année à travailler avec Einstein à Berlin. 
En 1926, à son retour à Dhaka, il est fait professeur. N'étant pas titulaire d'un doctorat, il n'aurait pas dû obtenir son poste mais la recommandation d'Einstein efface tous les obstacles.
Indépendamment de la physique et suivant une tradition indienne, il fait aussi de la recherche en biochimie et en littérature (bengalî, anglais). Il a effectué des études approfondies en chimie, géologie, zoologie, anthropologie, technologie et d'autres sciences. Étant d'origine bengalie, il consacre beaucoup de temps à favoriser sa langue comme langue d'enseignement et aussi bien qu'au développement de la région.

## Œuvres
- (en) S. N. Bose, Planck’s Law and Light Quantum Hypothesis (1924)
- (de) S. N. Bose, Plancks Gesetz und Lichtquantenhypothese, Zeitschrift für Physik 26:178-181 (1924) [présentation en ligne] (traduction en allemand de l'article précédent)